# Kung Erik och spåkvinnan
Kung Erik och spåkvinnan är en naturmytisk balladtyp som finns upptecknad i Sveriges Medeltida Ballader (SMB) i tretton svenska varianter, varav en är finlandssvensk, från 1700-talet och framåt. Fyra av varianterna är försedda med melodier. Balladen klassificeras som SMB 3 och TSB A 12.

## Handling
I de flesta varianterna kallas en spåkvinna till hovet. Konungen prövar henne med diverse frågor om sitt hushåll, som hon besvarar helt rätt; och frågar därefter när han skall dö. Spåkvinnan berättar att han skall insjukna nästa mickelsmäss (eller vid en kommande förmörkelse), och dö en kort tid senare. I många varianter låter kungen fängsla spåkvinnan, men hon släpps när kungen insjuknar som förutspått. I flera varianter tröstar spåkvinnan kungen genom att utlova att han kommer att komma till himlen.
De två äldsta varianterna (från 1700-talet) skiljer sig något från de yngre, i så måtto att spåkvinnan där är en havsfru; och i den första och tredje varianten förutspås drottningens död i stället för kungens. Den allra äldsta varianten (SMB 3 A) skiljer sig också genom att den inleds med att kungen förlorat sju skepp, och därefter låtit gripa havsfrun. Havsfrun förutspår att drottningen skall föda trillingar, som skall växa upp till stormän, men hon själv skall dö efter förlossningen. Konungen vill då låta bränna havsfrun på bål, men övertalas av drottningen att i stället släppa henne, varefter 'havsfrun dansa på vitan sand; så drog hon alla sju skeppen iland'.

## Paralleller på andra språk
Balladtypen finns i Danmarks gamle Folkevisor (DgF 42) och på norska.